# Ron Sherry
Ron Sherry (ur. 7 maja 1962 w Mount Clemens) – amerykański żeglarz lodowy klasy DN, pięciokrotny mistrz świata. 
Obok Karola Jabłońskiego jest najbardziej utytułowanym na świecie żeglarzem lodowym klasy DN. Jest czternastokrotnym medalistą mistrzostw świata w tej klasie (pięciokrotnym mistrzem świata) i mistrzem świata juniorów z 1979 roku.